# Hecalus aegyptiacus
Hecalus aegyptiacus är en insektsart som beskrevs av Victor Antoine Signoret 1879. Hecalus aegyptiacus ingår i släktet Hecalus och familjen dvärgstritar. Inga underarter finns listade i Catalogue of Life.